# Эстланн
Э́стланн, Восто́чная Норве́гия (норв. Østlandet, нюнорск Austlandet) — восточный регион на юге Норвегии и один из пяти регионов Норвегии. Регион включает в себя четыре из одиннадцати округов страны.
Эстланн имеет в общей сложности 2 700 000 жителей (2020 год) и 94 575 квадратных километров, что составляет 50,3 % населения Норвегии (2020 год) и 29,2 % площади материковой Норвегии. Плотность населения составляет 28,5 жителя на квадратный километр.
Доля эстланнцев в населении Норвегии выросла с самого низкого уровня в 44,6 % в 1845 году. На восточную часть Норвегии пришлось 58,7 % от общего прироста населения страны в период с 2001 по 2009 год. Рост был сосредоточен в Осло и Акерсхусе, на долю которых приходилось 23 % населения Норвегии, и на 41,2 % от прироста населения страны. Для сравнения, на оставшуюся часть региона пришлось 27 % населения и только 17,6 % прироста населения за этот период.
15,5 % населения по состоянию на 1 января 2011 года были иммигрантами или родились от двух родителей, родившихся за границей, что составило 380 724 человека. Они составляли 63,4 % иммигрантского населения Норвегии. Для сравнения, в регионе проживало 48,2 % этнически норвежской части населения.
Юго-восточная часть состоит из 121 муниципалитета и насчитывает в общей сложности 42 города, включая столицу и крупнейший город страны Осло. Стоимость четырёх округов в 2006 году составила 744 миллиарда крон, что составляет 53,3 % от валового внутреннего продукта (ВВП). ВВП на душу населения в регионе составляет 360,883 миллиона крон, что немного выше среднего показателя по стране в 336,667 долларов (2006). Округ Осло, однако, отличается ВВП на душу населения в размере 635,107 долларов.
Østlandssamarbeidet — это организованное сотрудничество между четырьмя округами региона, которое фокусируется на областях регионального развития и транспортного планирования, экспертных знаниях и международном сотрудничестве.
Четыре других региона в Норвегии — это Сёрланн, Вестланн, Трёнделаг и Нур-Норге.

## История
Демаркация восточной части не была чёткой. Например, верхние части великих долин считались Западной Норвегией, а границы с южной Норвегией (которая примерно до 1900 года считалась частью Западной Норвегии) различались Разделение страны на прибрежные районы и внутренние районы имеет традиции, восходящие к эпохе викингов, когда прибрежные районы назывались викенами (отсюда, возможно, и термин викинги), а районы к северу от Осло-фьорда — Нагорьями. Западные внутренние районы (Вальдрес и Халлингдал) долгое время принадлежали зоне деятельности Гулатингета (примерно нынешняя Западная Норвегия), в то время как районы в приходе Викен принадлежали Боргартингету, а нагорья — Эйдсиватингету.
То, что мы сейчас называем регионом Эстланн, ранее считалось двумя регионами с двумя разными областями юрисдикции. В разделе Норвегии, сделанном в Historia Norvegia с конца 1100-х годов, используется этот способ разделения. Здесь Норвегия разделена на три основные части: Прибрежный район (Маритима), Оппланд (Монтана) и Финнмарк.
Неясно, когда Эстланн начал ассоциироваться со страной, которая называлась Норрвегр, поскольку эта часть страны до 1000-х годов чаще всего была налоговой страной датских королей («Викен»).но это, конечно, не относилось к Верхним землям (внутренний восток), которые все имели свои собственные самоуправляемые небольшие королевства без особого датского влияния.
Примерно до 1800 года все к северу и западу от Лангфьеллы считалось «норденфьельдским». До 1700-х и 1800-х годов люди путешествовали из Эстланна «на север через горы», и там жили «норвежцы», отсюда и происходит термин «нордманнавегар» для обозначения дорог через Хардангервидду. Людей с Востока точно так же называли «выходцами с Востока». Эйлерт Сундт писал, что на побережье в Эйгерсунне произошло разделение между выходцами с Востока и норвежцами. Эрик Понтоппидан отметил, среди прочего, большую разницу в климате между Востоком и Западом. Уильям Трэйн писал, что «вестенфьельдске» состоял из большей части епархии Кристиансанда (которая тогда состояла из Агдера, Ругаланна и внутренних частей Телемарка[11]) и всей епархии Бергена.

## Диалекты
Диалекты восточной Норвегии часто делятся на две основные группы: «срединные» в горах (норд-Гудбрандсдален, Вальдрес, Халлингдал, Вест-Телемарк, Нумедал) и «восточные» в Хедмарке, вокруг Мьеса и низменностей к югу от Мьеса до шведской границы и Гренландии. Центральный Гудбрандсдален и Восточный Телемарк явно не входят в основную группу. диалекты Восточной Норвегии отличаются от Западной Норвегии, среди прочего, использованием ɽ, которое распространено на большей части Восточной Норвегии (ɽ также встречается в ромсдальском, трендском диалектах и южном Нордланде). Группы согласных, такие как rt, часто произносятся как lt с толстым l, так что они звучат как проглоченные. На севере Хедмарка также присутствуют элементы трендерского диалекта. Северная долина Гудбрандсдален выделяется особым нажимом на слоги в некоторых словах в зависимости от количества абзацев или слогов в слове. диалект на севере Гудбрандсдалена имел высокий статус и сохранился лучше, чем диалекты в других частях Восточной Норвегии. В Эстердалене и Западном Оппланде также сохранились традиционные диалекты. Вальдрес, Халлингдал и Нумедал традиционно имеют довольно схожие диалекты, и в конце XX века наметилась явная тенденция к тому, что население говорит на языке, более похожем на стандартный восточно-норвежский. Так называемые «викверские» диалекты, фолькелигский ослодиалект и диалекты Ромерике и Рингерике имели низкий статус и тяготели к стандартному восточно-норвежскому. «Разговорный букмол» или стандартный восточно-норвежский язык на исходе XX столетия получил более широкое распространение в Восточной Норвегии за счёт местных диалектов. В то же время произошла определённая регионализация, заключающаяся в том, что некоторые диалекты распространились на большую территорию. Среди прочего, диалект в Нумедале должен был исчезнуть примерно в 2000 году.

## География

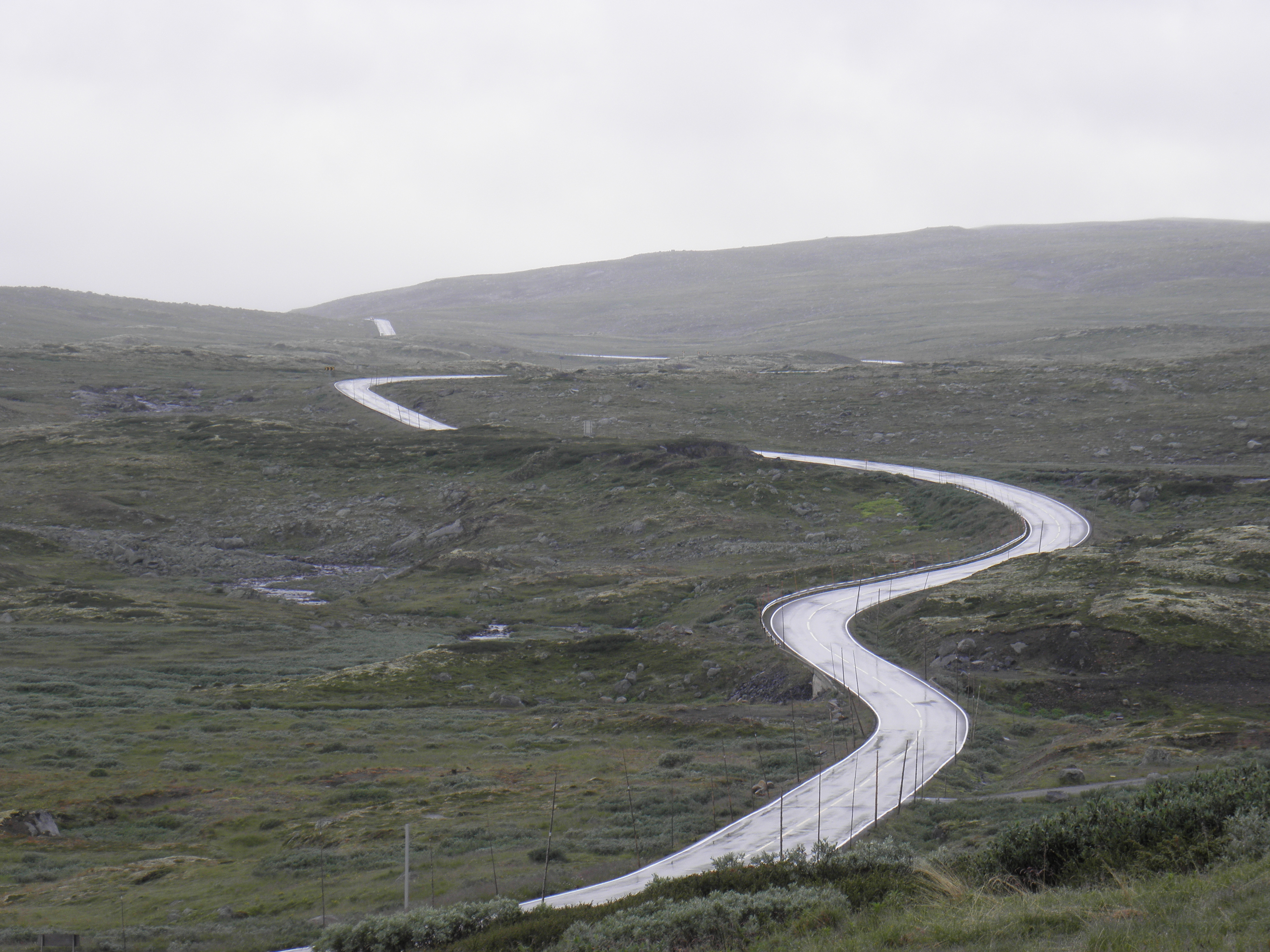
Национальная дорога № 7 на Хардангервидде недалеко от водораздела между Эстланном и Вестланном

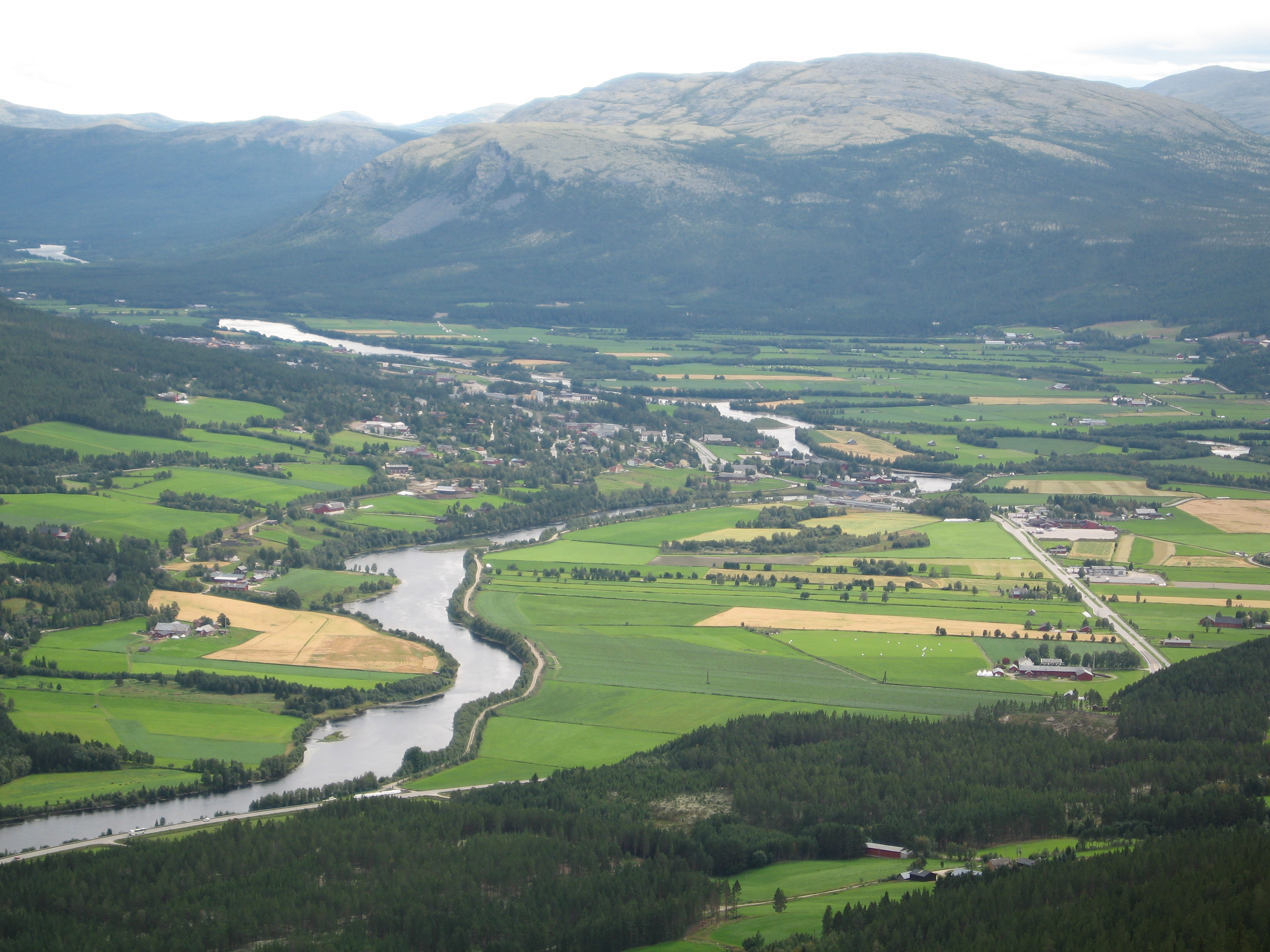
Альвдал на севере в Эстердалене

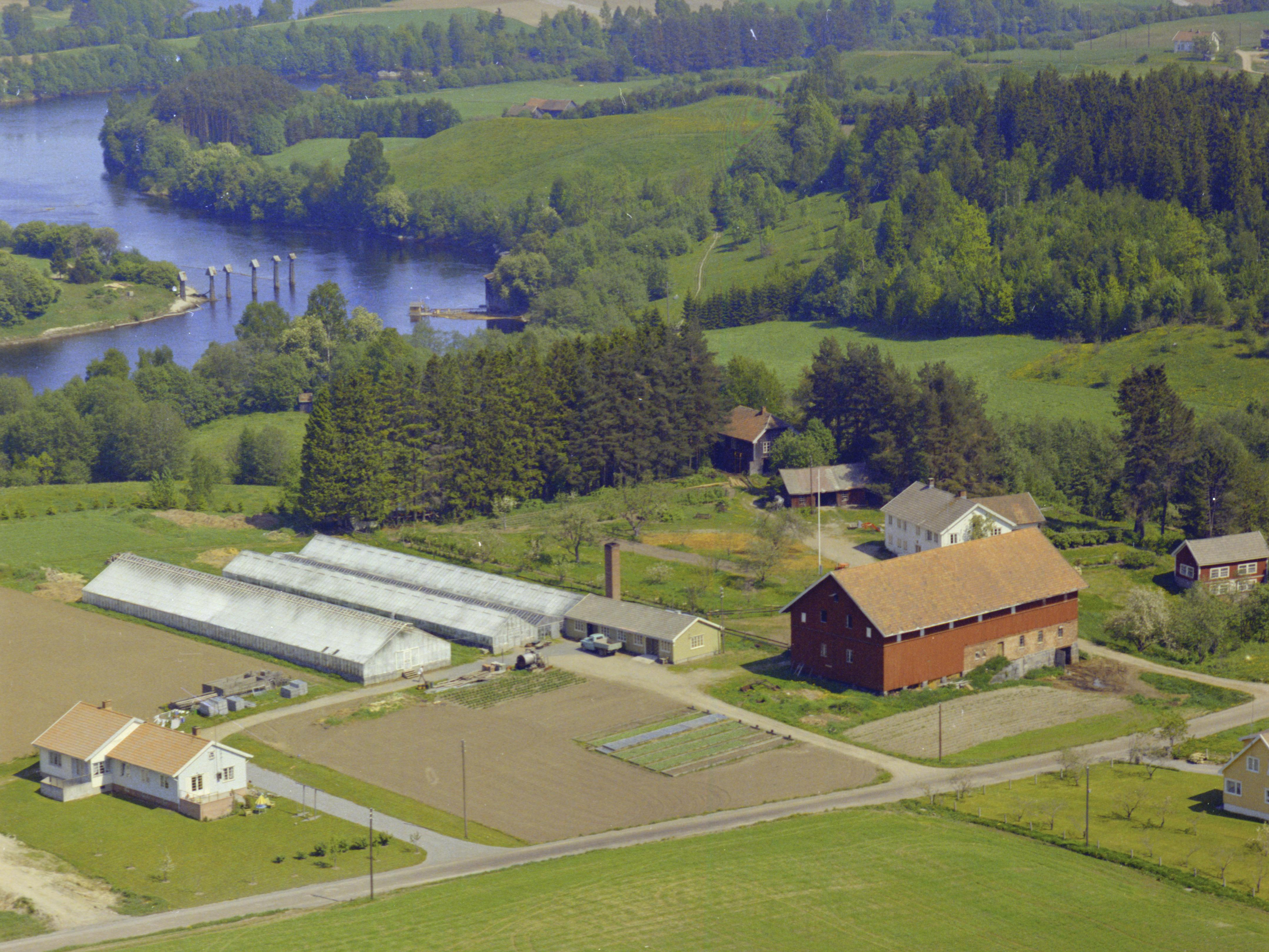
Хедрум в Вестфолде с Нумедальслогеном

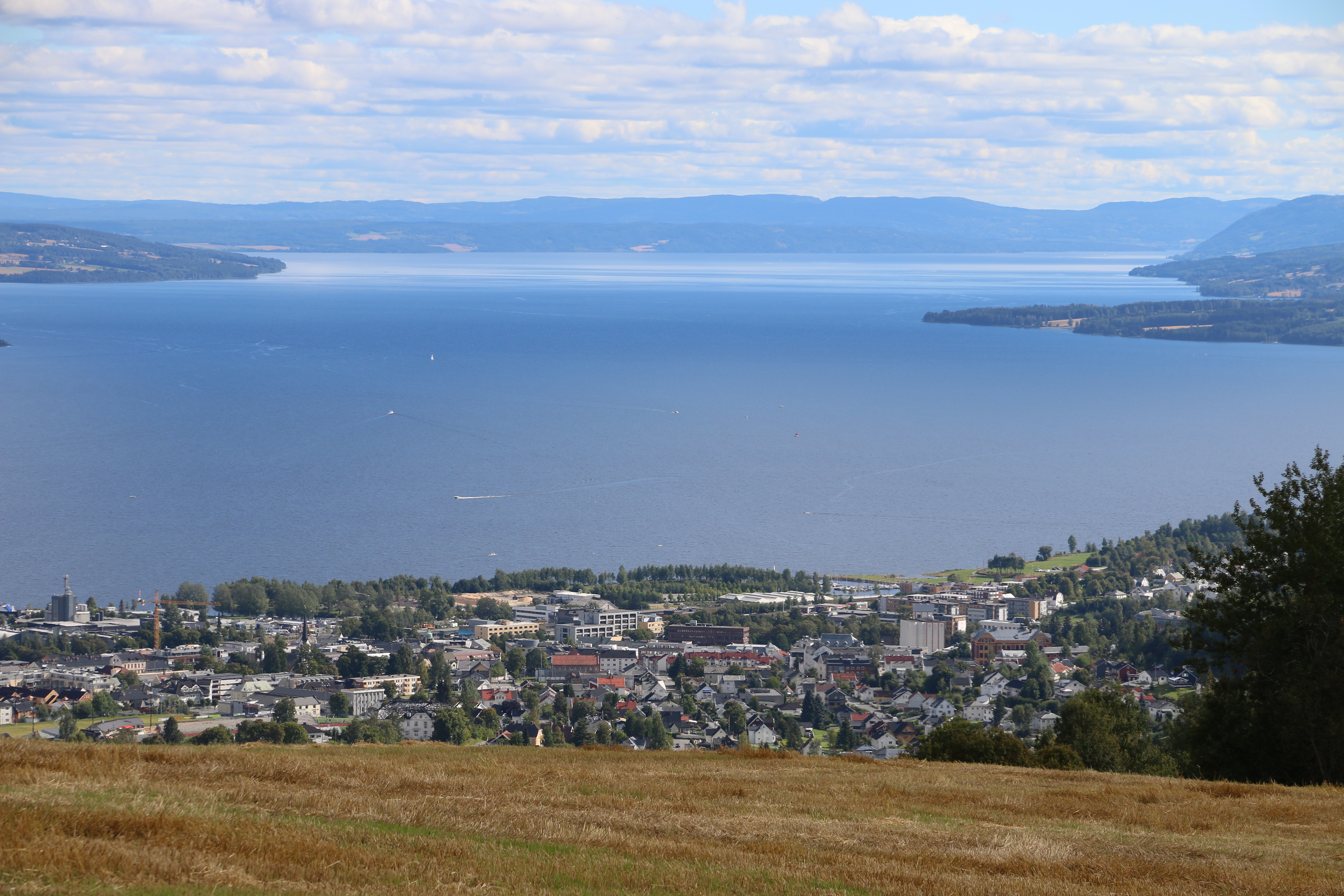
Йевик у Мьеса

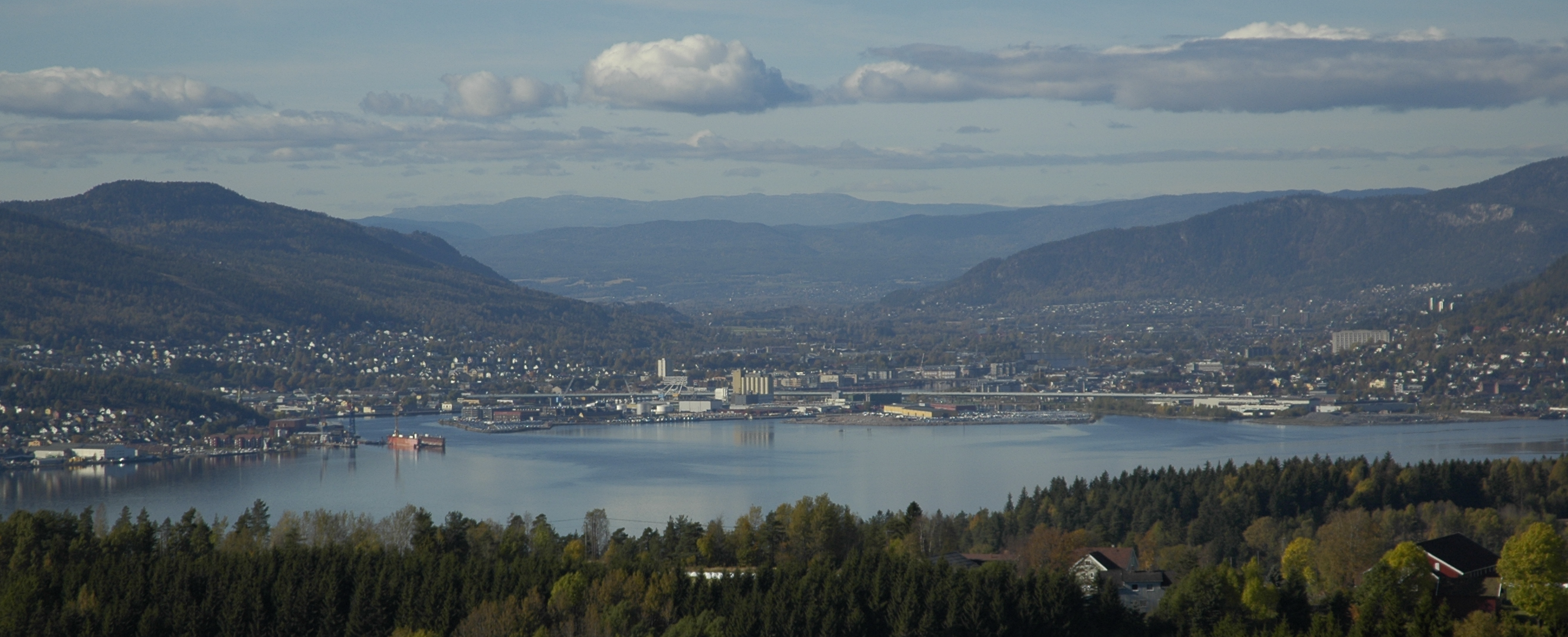
Драммен — второй по величине город в Восточной Норвегии

В Эстланне находится самый высокий горный хребет в стране, поднятый складчатостью Каледонского горного хребта. Ландшафт пересекают почти u-образные долины с севера на юг, которые образовались во время последнего ледникового периода. Местность также понижается с севера на юг до низменностей региона Большого Осло и районов по обе стороны Осло-фьорда.
В Эстланне есть много озер-фьордов, которые были образованы ледниками в последний ледниковый период, таких как Мьеса, Рандсфьорден, Кредерен, Спериллен, Йенде и Быгдин. Реки текут по длинным, хорошо развитым долинам со множеством боковых ответвлений, и русло реки часто извилистое. Притоки берут своё начало в горных хребтах, где они имеют пологие, извилистые русла, прежде чем круто спуститься в главную долину.
Река Гломма дренирует около 42 000 км2 Восточной Норвегии. Драмменсвассдрагет является третьим по величине в Норвегии и занимает площадь около 17 000 км2. Другими крупными водотоками являются Скиенсвассдрагет и Нумедальслоген. Река Эннингдал в Эстфолде частично протекает по территории Швеции.

## Города
Рейтинг по численности населения (2021 год): Осло, Драммен, Фредрикстад, Тёнсберг, Шиен, Сарпсборг, Мосс, Саннефьорд, Порсгрунн, Хамар, Халден, Ларвик, Конгсберг, Лиллехаммер, Йёвик, Хортен, Есхейм, Хёнефосс, Ши, Эльверум, Ашим, Дрёбак, Конгсвингер, Брумунндаль, Нутодден, Хокксунн, Холместранн, Стателле, Майсен, Ставерн, Лангесунн, Крагерё, Мелв, Свельвик, Рьюкан, Осгорстранн, Бревик, Винстра, Фагернес и Отта. Кроме того, есть города Саннвика и Лиллестрём, которые чётко не разграничены в пределах города Осло и поэтому не могут быть включены в список. В округе насчитывается в общей сложности 42 города.